# Andrew Quarless
Andrew Christopher Quarless (Uniondale, 6 ottobre 1988) è un ex giocatore di football americano statunitense che ha militato nel ruolo di tight end nella National Football League (NFL). Fu scelto nel corso del quinto giro (154º assoluto) del Draft NFL 2010 dai Green Bay Packers. Al college ha giocato a football a Penn State.

## Carriera

### Green Bay Packers
Quarless fu scelto dai Packers nel corso del quinto giro del Draft 2010. Il suo primo touchdown in carriera nella NFL giunse contro i Minnesota Vikings. Alla fine della stagione regolare 2010, egli totalizzò 238 yard distribuite su 21 ricezioni, ad una media di 11,3 yard a ricezione.
Nel 2011, Quarless ricevette tre palloni per 36 yard, giocando come prima riserva di Jermichael Finley. Il 4 dicembre 2011, il giocatore patì un infortunio che pose fine alla sua stagione sul ritorno di un kickoff nel quarto periodo di una gara contro i New York Giants. La settimana successiva fu posto in lista infortuni. L'infortunio fu così significativo che avrebbe potuto porre fine alla sua carriera e gli fece saltare l'intera stagione 2012.
Quarless tornò a segnare un touchdown nella vittoria della settimana 14 della stagione 2013 contro gli Atlanta Falcons su passaggio di Matt Flynn. Andò a segno anche la settimana successiva in trasferta contro i Dallas Cowboys coi Packers che passarono da uno svantaggio di 26-3 alla fine del primo tempo alla vittoria in rimonta per 37-36. Fu la prima vittoria di Green a Dallas dalla stagione 1989.
Il primo touchdown del 2014, Quarless lo segnò nella settimana 3 contro i Lions. Nella settimana 6 ricevette da Aaron Rodgers il touchdown della vittoria in rimonta in casa dei Miami Dolphins. L'11 gennaio 2015, Quarless aprì le marcatura con un touchdown nel divisional round dei playoff vinto contro i Dallas Cowboys, con Green Bay che si qualificò per la finale della NFC.

## Palmarès
- Super Bowl : 1

Green Bay Packers: Super Bowl XLV
- National Football Conference Championship: 1

Green Bay Packers: 2010